# Labradorstroom

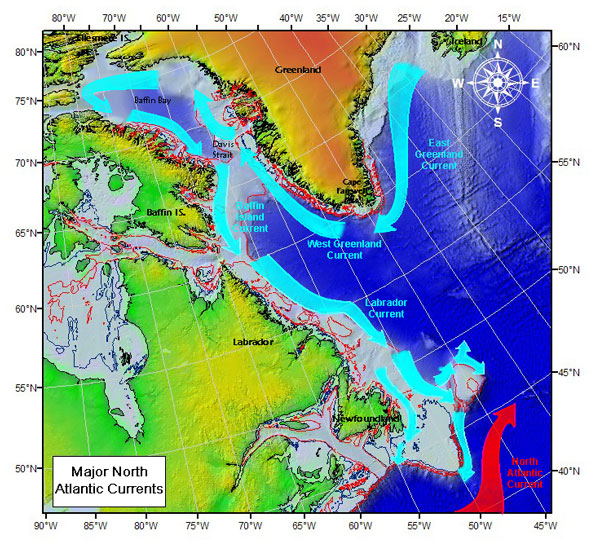
De Labradorstroom en de andere koude zeestromen waarvan hij een voortzetting is

De Labradorstroom is een koude zeestroom in de noordelijke Atlantische Oceaan die van de Noordelijke IJszee zuidwaarts loopt langs de kust van Labrador, Newfoundland en Nova Scotia. Het is een voortzetting van de Hudsonbaaistroom, de West-Groenlandstroom en de Baffineilandstroom.
Hij stuit op de Golfstroom bij de Newfoundlandbank, ten zuidoosten van Newfoundland, en bij de Outer Banks voor de kust van North Carolina. In het gebied waar deze koude en warme stroom elkaar ontmoeten hangt in de regel een dichte mist; ook vindt men hier een der rijkste visgronden ter wereld.
Het water van de Labradorstroom werkt verkoelend op het klimaat van de oostkust van Canada en New England, maar heeft ten zuiden van Cape Cod nauwelijks invloed. Dit ziet men duidelijk terug in het feit dat de boomgrens hier soms wel vijftien graden zuidelijk ligt dan in de Oude Wereld of aan de Canadese westkust.

## IJsbergen

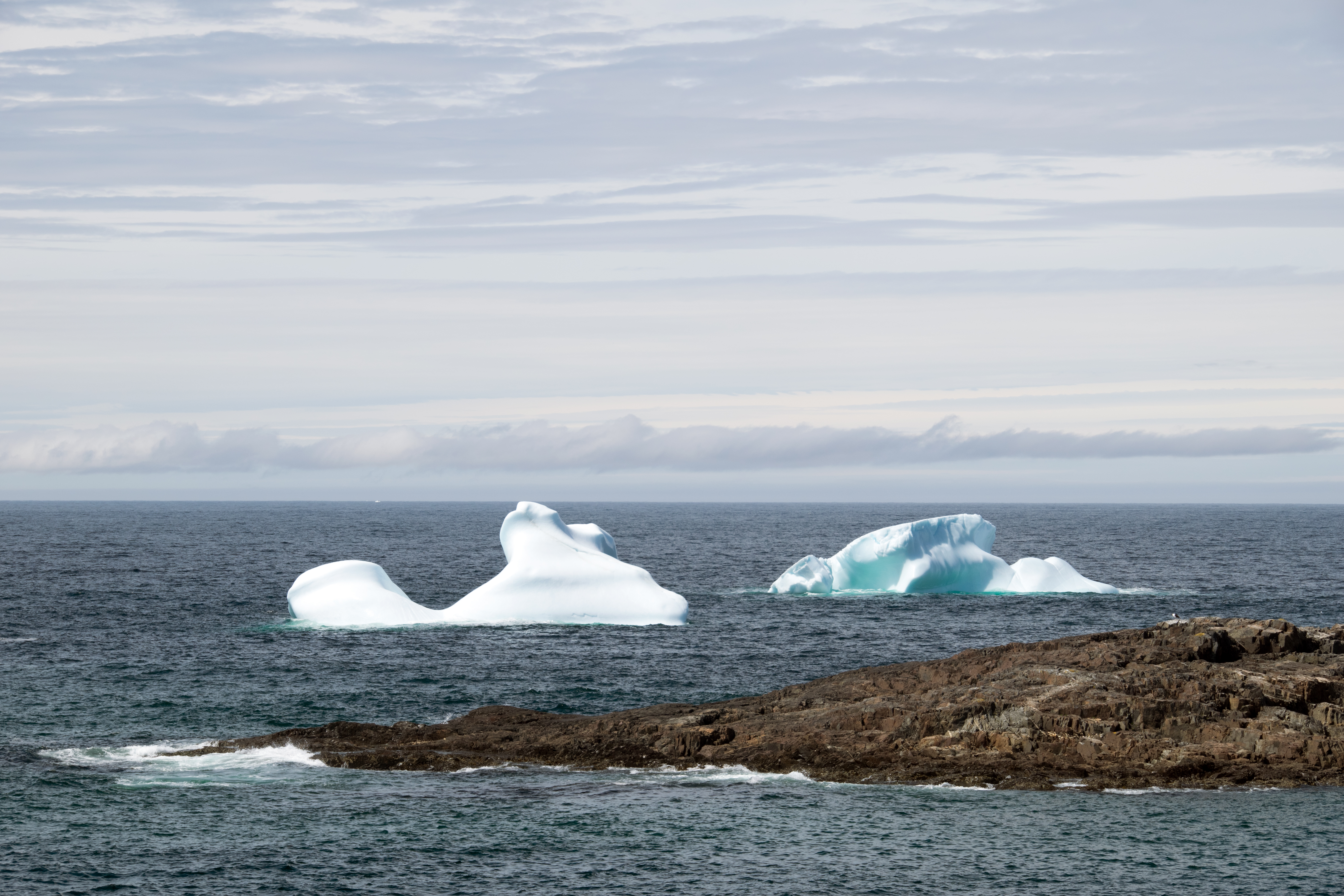
Een paar ijsbergen voor de kust van het bij Newfoundland gelegen Fogo Island, waar ze vanwege de Labradorstroom een jaarlijks terugkerend fenomeen zijn.

In het voorjaar en de vroege zomer brengt deze stroom ijsbergen met zich mee die van Groenlandse gletsjers zijn afgebroken. Deze bereiken jaarlijks in groten getale de oostkust van Newfoundland, dewelke daarom ook wel bekendstaat als iceberg alley.
Soms kan de Labaradorstroom ook zuidelijker en oostelijker gaan dan normaal te verwachten valt. Hierdoor kunnen er ijsbergen verder in de Atlantische Oceaan gebracht worden waar deze normaal niet verwacht worden. De stroom is er om bekend om ijsbergen tot aan Bermuda en de Azoren te brengen. Deze kunnen een gevaar zijn voor de scheepvaart.
De stroom is bekend vanwege de ramp van de Titanic in 1912, die zonk door een botsing met een ijsberg die zich in deze stroom bevond.